# ألفريدو دي أنغيليس
ألفريدو دي أنغيليس (بالإسبانية: Alfredo de Ángelis) هو عازف بيانو وملحن أرجنتيني، ولد في 2 نوفمبر 1912، وتوفي في 31 مارس 1992 في بوينس آيرس في الأرجنتين.

## وصلات خارجية
- ألفريدو دي أنغيليس على موقع IMDb (الإنجليزية)
- ألفريدو دي أنغيليس على موقع ميوزك برينز (الإنجليزية)
- ألفريدو دي أنغيليس على موقع ديسكوغز (الإنجليزية)